# Les Allen
Leslie William Allen detto Les (Dagenham, 4 settembre 1937) è un allenatore di calcio ed ex calciatore inglese, di ruolo attaccante.

## Biografia
Suo fratello Dennis, i suoi figli Clive e Bradley ed i suoi nipoti Martin e Paul sono a loro volta tutti stati dei calciatori professionisti.

## Carriera

### Club
Durante la sua carriera, dal 1954 al 1969 ha giocato con Chelsea, Tottenham Hotspur e Queens Park Rangers.

## Palmarès

### Giocatore

#### Club

##### Competizioni nazionali
- Campionato inglese: 2

Chelsea: 1954-1955
Tottenham: 1960-1961
- Coppa d'Inghilterra: 2

Tottenham: 1960-1961, 1961-1962
- Community Shield: 3

Chelsea: 1955
Tottenham: 1961, 1962
- Third Division: 1

QPR: 1966-1967
- Coppa di Lega inglese: 1

QPR: 1966-1967

##### Competizioni internazionali
- Coppa delle Coppe: 1

Tottenham: 1962-1963

#### Individuale
- Capocannoniere della Third Division: 1

1966-1967 (30 reti)